# Évêque de Ramsbury

Les diocèses d'Angleterre au Xe siècle.

L'évêché de Ramsbury est un ancien évêché anglais.

## Histoire
L'évêché de Ramsbury est fondé vers 910 par séparation du siège de Winchester. Trois de ses titulaires deviennent par la suite archevêques de Cantorbéry. Son dernier évêque est Herman, qui combine ce diocèse avec celui de Sherborne en 1058 et s'installe à Old Sarum en 1075, devenant le premier évêque de Salisbury.

## Liste des évêques de Ramsbury
| Début      | Fin              | Nom        | Remarques                                                           |
| ---------- | ---------------- | ---------- | ------------------------------------------------------------------- |
| vers 910   | 909 × 927        | Æthelstan  |                                                                     |
| vers 925 ? | 941              | Oda        | Transféré à Cantorbéry.                                             |
| vers 941 ? | vers 941 × 951 ? | Ælfric Ier |                                                                     |
| vers 951   | 970              | Osulf      |                                                                     |
| après 970  | 981              | Ælfstan    | Mort le 12 février 981.                                             |
| 981        | 985 × 986        | Wulfgar    |                                                                     |
| 985 × 986  | 990              | Sigéric    | Transféré à Cantorbéry.                                             |
| 991 × 993  | 1005             | Ælfric II  | Transféré à Cantorbéry, il conserve également le siège de Ramsbury. |
| 1005       | 1045             | Brihtwold  | Mort le 22 avril 1045.                                              |
| 1045       | 1075             | Herman     | Mort le 20 février ou le 21 mars 1078.                              |
| Sources :  |                  |            |                                                                     |